# The Girl in the Show

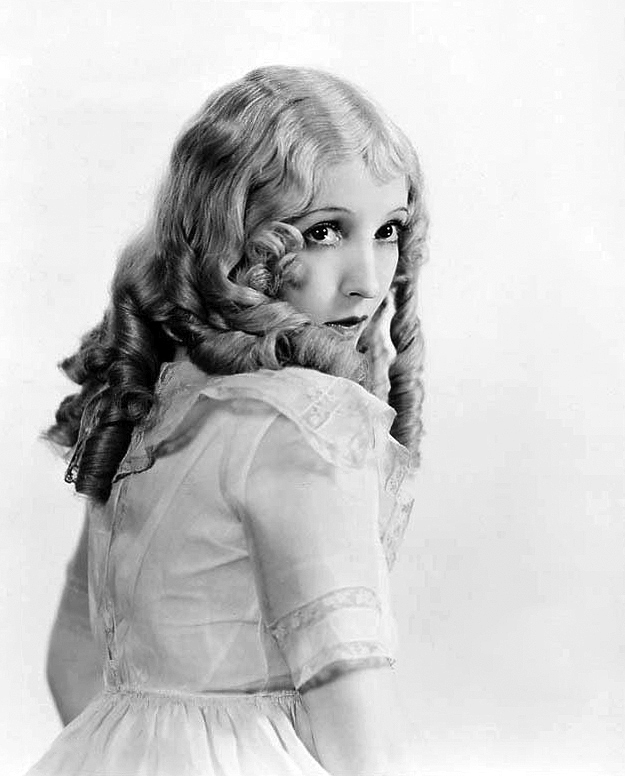
Bessie Love dans The Girl in the Show.

The Girl in the Show est un film américain réalisé par Edgar Selwyn et sorti en 1929.

## Fiche technique
- Réalisation : Edgar Selwyn
- Scénario : 	Edgar Selwyn, Joseph Farnham d'après Eva the Fifth (pièce de 1928 de Kenyon Nicholson et John Golden[1]
- Photographie : Arthur Reed
- Montage : Harry Reynolds
- Genre : Comédie dramatique[2]
- Production : Metro-Goldwyn-Mayer
- Durée : 82 minutes
- Date de sortie :
  - États-Unis : 31 août 1929

## Distribution
- Bessie Love : Hattie Hartley
- Raymond Hackett : Mal Thorne
- Edward Nugent : Dave Amazon
- Mary Doran : Connie Bard
- Jed Prouty : Newton Wampler
- Ford Sterling : Ed Bondell
- Nanci Price : Oriole
- Lucy Beaumont : Lorna Montrose
- Richard Carlyle : Leon Montrose
- Alice Moe : Grace Steeple
- Frank Nelson : Tracy Boone
- Jack McDonald : Ernest Beaumont
- Ethel Wales : Mrs. Truxton
- John F. Morrissey : Jeff Morgan
- John T. Prince : Mr. Oliver - Minister